# Olli Arppe
Olli Arppe, né le 14 mars 1930, à Helsinki, en Finlande et mort le 4 mai 2016, à Helsinki, en Finlande, est un ancien joueur finlandais de basket-ball.